# Feliks Mikołajewski
Feliks Mikołajewski (Mikołajowski) herbu Półkozic – sędzia ziemski sochaczewski, cześnik sochaczewski w 1527 roku, podczaszy sochaczewski w latach 1524-1531.
Poseł na sejm krakowski 1523, sejm 1524/1525 r., sejm krakowski 1531/1532 roku, poseł na sejm piotrkowski 1533 roku z ziemi sochaczewskiej.